# Ételfay
Ételfay est une commune française située dans le département de la Somme, en région Hauts-de-France.

## Géographie

### Localisation
Ételfay est un village picard de l'Amiénois et de la région naturelle de Santerre.
Limitrophe de Montdidier, la localité est située à 13 km à l'ouest de Roye, 31 km au nord-ouest de Compiègne, 35 km au sud-est d'Amiens et à 46 km au nord-est de Beauvais à vol d'oiseau.
Le territoire de la commune est limitrophe de ceux de cinq communes.
Les communes limitrophes sont  Becquigny, Faverolles, Fignières, Lignières et Montdidier.

### Hydrographie
La commune est située dans le bassin Artois-Picardie. Elle n'est drainée par aucun cours d'eau.

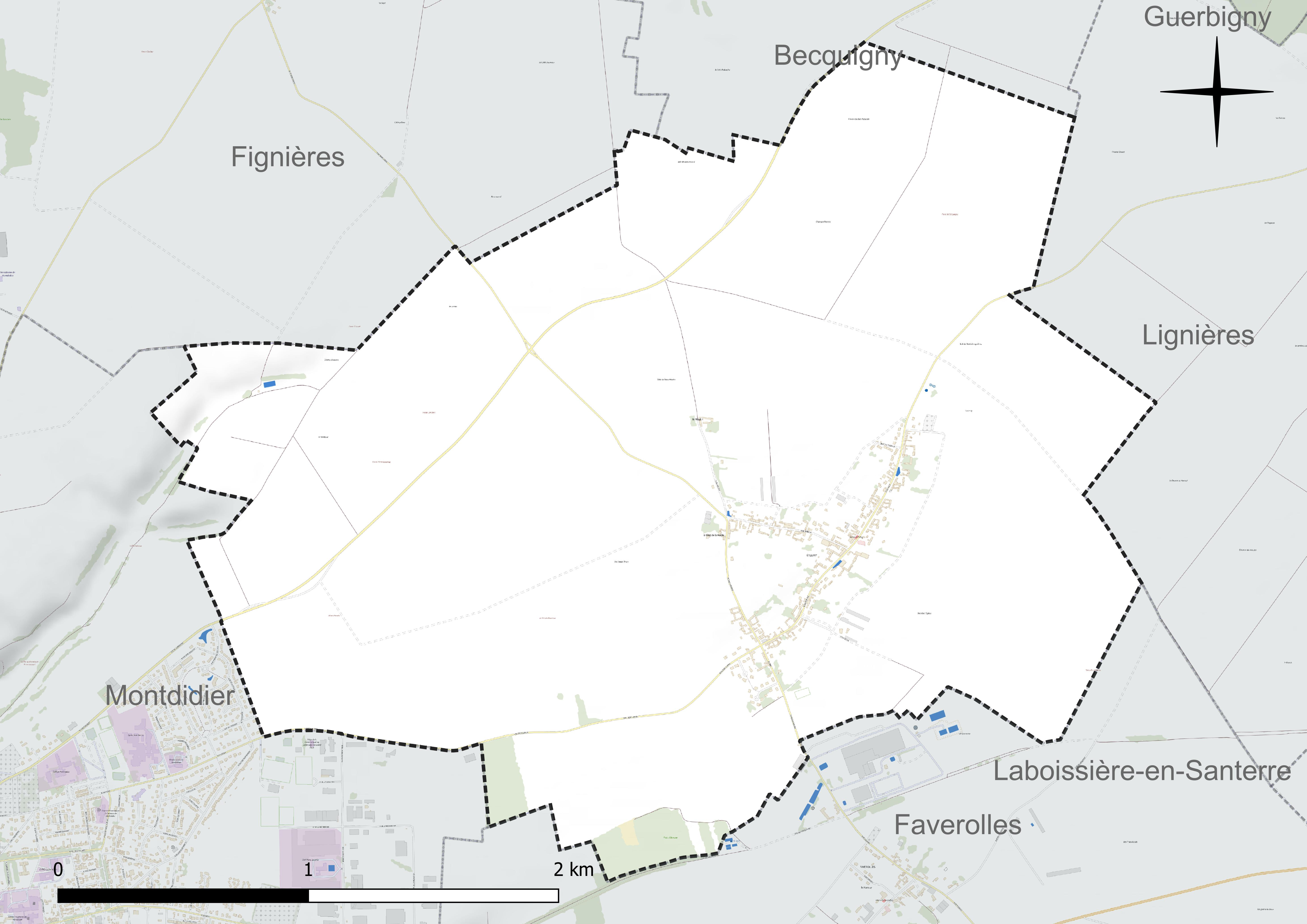
Réseau hydrographique d'Ételfay.

### Climat
Pour des articles plus généraux, voir Climat des Hauts-de-France et Climat de la Somme.
En 2010, le climat de la commune est de type climat océanique dégradé des plaines du Centre et du Nord, selon une étude du CNRS s'appuyant sur une série de données couvrant la période 1971-2000. En 2020, Météo-France publie une typologie des climats de la France métropolitaine dans laquelle la commune est exposée à un climat océanique et est dans la région climatique Nord-est du bassin Parisien, caractérisée par un ensoleillement médiocre, une pluviométrie moyenne régulièrement répartie au cours de l'année et un hiver froid (3 °C).
Pour la période 1971-2000, la température annuelle moyenne est de 10,3 °C, avec une amplitude thermique annuelle de 14,4 °C. Le cumul annuel moyen de précipitations est de 700 mm, avec 11,6 jours de précipitations en janvier et 8,2 jours en juillet. Pour la période 1991-2020, la température moyenne annuelle observée sur la station météorologique la plus proche, située sur la commune de Godenvillers à 9 km à vol d'oiseau, est de 11,1 °C et le cumul annuel moyen de précipitations est de 701,9 mm,. Pour l'avenir, les paramètres climatiques de la commune estimés pour 2050 selon différents scénarios d'émission de gaz à effet de serre sont consultables sur un site dédié publié par Météo-France en novembre 2022.

## Urbanisme

### Typologie
Au 1er janvier 2024, Ételfay est catégorisée commune rurale à habitat dispersé, selon la nouvelle grille communale de densité à sept niveaux définie par l'Insee en 2022.
Elle est située hors unité urbaine. Par ailleurs la commune fait partie de l'aire d'attraction de Montdidier, dont elle est une commune de la couronne,. Cette aire, qui regroupe 23 communes, est catégorisée dans les aires de moins de 50 000 habitants,.

### Occupation des sols
L'occupation des sols de la commune, telle qu'elle ressort de la base de données européenne d'occupation biophysique des sols Corine Land Cover (CLC), est marquée par l'importance des territoires agricoles (93,5 % en 2018), une proportion identique à celle de 1990 (93,5 %). La répartition détaillée en 2018 est la suivante : 
terres arables (88,9 %), zones urbanisées (6,5 %), zones agricoles hétérogènes (3,5 %), prairies (1 %). L'évolution de l'occupation des sols de la commune et de ses infrastructures peut être observée sur les différentes représentations cartographiques du territoire : la carte de Cassini (XVIIIe siècle), la carte d'état-major (1820-1866) et les cartes ou photos aériennes de l'IGN pour la période actuelle (1950 à aujourd'hui).

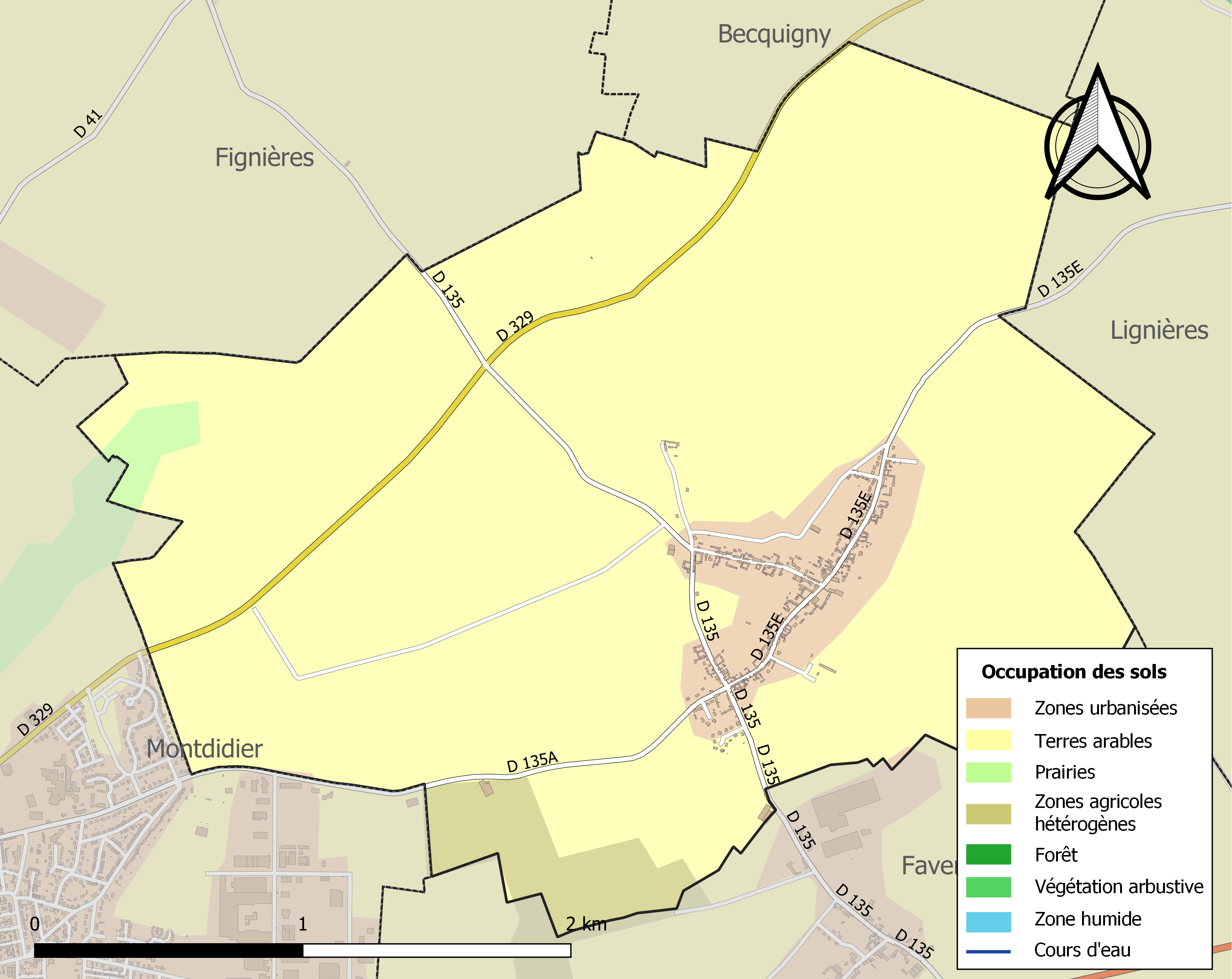
Carte des infrastructures et de l'occupation des sols de la commune en 2018 (CLC).

## Toponymie
Le nom de la localité est attesté sous les formes Stallefay en 1140 ; Estallefay en 1140 ; Estallefai en 1140 ; Etalfay en 1146 ; Estailliefai en 1168 ; Etelliefay en 1206 ; Estalfai en 1256 ; Estailles-Faie en 1285 ; Estaillefay en 1301 ; Estelfay en 1648 ; Etail-Fay en 1695 ; Etelfai en 1733 ; Etelefay en 1750 ; Etelfay en 1757 ; Esteffai en 1787..
Ételfay , prononcé en patois picard tcherfay dans « le parler d'Ételfay ».

## Histoire
Des silex taillés ont été trouvés à proximité du village.
Les vestiges d'une villa gallo-romaine ont été mis au jour.
Les archives informent que le fief d'Etelfay, fut détenu principalement par la famille De Vendeuil à partir de 1490.
Le blason de cette famille est, depuis cette époque, celui du village[réf. nécessaire].

## Politique et administration
| Période                                  | Période                   | Identité            | Étiquette | Qualité        |
| ---------------------------------------- | ------------------------- | ------------------- | --------- | -------------- |
| 1977                                     | 1983                      | Bernard Poilblanc   |           |                |
| Les données manquantes sont à compléter. |                           |                     |           |                |
| 1995                                     |                           | René Mary           |           | Démissionnaire |
| avant 2001                               | mai 2020                  | Denis Warmé         |           | Médecin        |
| mai 2020                                 | En cours (au 29 mai 2020) | Marie-Line Bailleul |           |                |

## Population et société

### Démographie
L'évolution du nombre d'habitants est connue à travers les recensements de la population effectués dans la commune depuis 1793. Pour les communes de moins de 10 000 habitants, une enquête de recensement portant sur toute la population est réalisée tous les cinq ans, les populations de référence des années intermédiaires étant quant à elles estimées par interpolation ou extrapolation. Pour la commune, le premier recensement exhaustif entrant dans le cadre du nouveau dispositif a été réalisé en 2005.

En 2022, la commune comptait 352 habitants, en évolution de −7,37 % par rapport à 2016 (Somme : −1,26 %, France hors Mayotte : +2,11 %).
| 1793 | 1800 | 1806 | 1821 | 1831 | 1836 | 1841 | 1846 | 1851 |
| ---- | ---- | ---- | ---- | ---- | ---- | ---- | ---- | ---- |
| 480  | 427  | 388  | 423  | 411  | 416  | 442  | 415  | 427  |

| 1856 | 1861 | 1866 | 1872 | 1876 | 1881 | 1886 | 1891 | 1896 |
| ---- | ---- | ---- | ---- | ---- | ---- | ---- | ---- | ---- |
| 400  | 387  | 390  | 374  | 365  | 381  | 360  | 357  | 343  |

| 1901 | 1906 | 1911 | 1921 | 1926 | 1931 | 1936 | 1946 | 1954 |
| ---- | ---- | ---- | ---- | ---- | ---- | ---- | ---- | ---- |
| 340  | 348  | 316  | 344  | 349  | 339  | 284  | 331  | 325  |

| 1962 | 1968 | 1975 | 1982 | 1990 | 1999 | 2005 | 2006 | 2010 |
| ---- | ---- | ---- | ---- | ---- | ---- | ---- | ---- | ---- |
| 308  | 284  | 250  | 261  | 362  | 391  | 374  | 376  | 391  |

| 2015 | 2020 | 2022 | - | - | - | - | - | - |
| ---- | ---- | ---- | - | - | - | - | - | - |
| 383  | 354  | 352  | - | - | - | - | - | - |

### Enseignement
L'école locale a compté jusqu'à deux classes primaires. Elle ferme en 1972 par manque d'élèves.

## Économie
Un éleveur de faisans est installé dans la commune. En 2020, 80 000 oiseaux sont produits pour la chasse et le repeuplement.

## Culture locale et patrimoine

### Lieux et monuments
- Église Saint-Martin.
- Oratoire de la Vierge des trois villages. La tradition raconte que ce fut le lieu où le meunier fut assassiné dans son moulin[27].

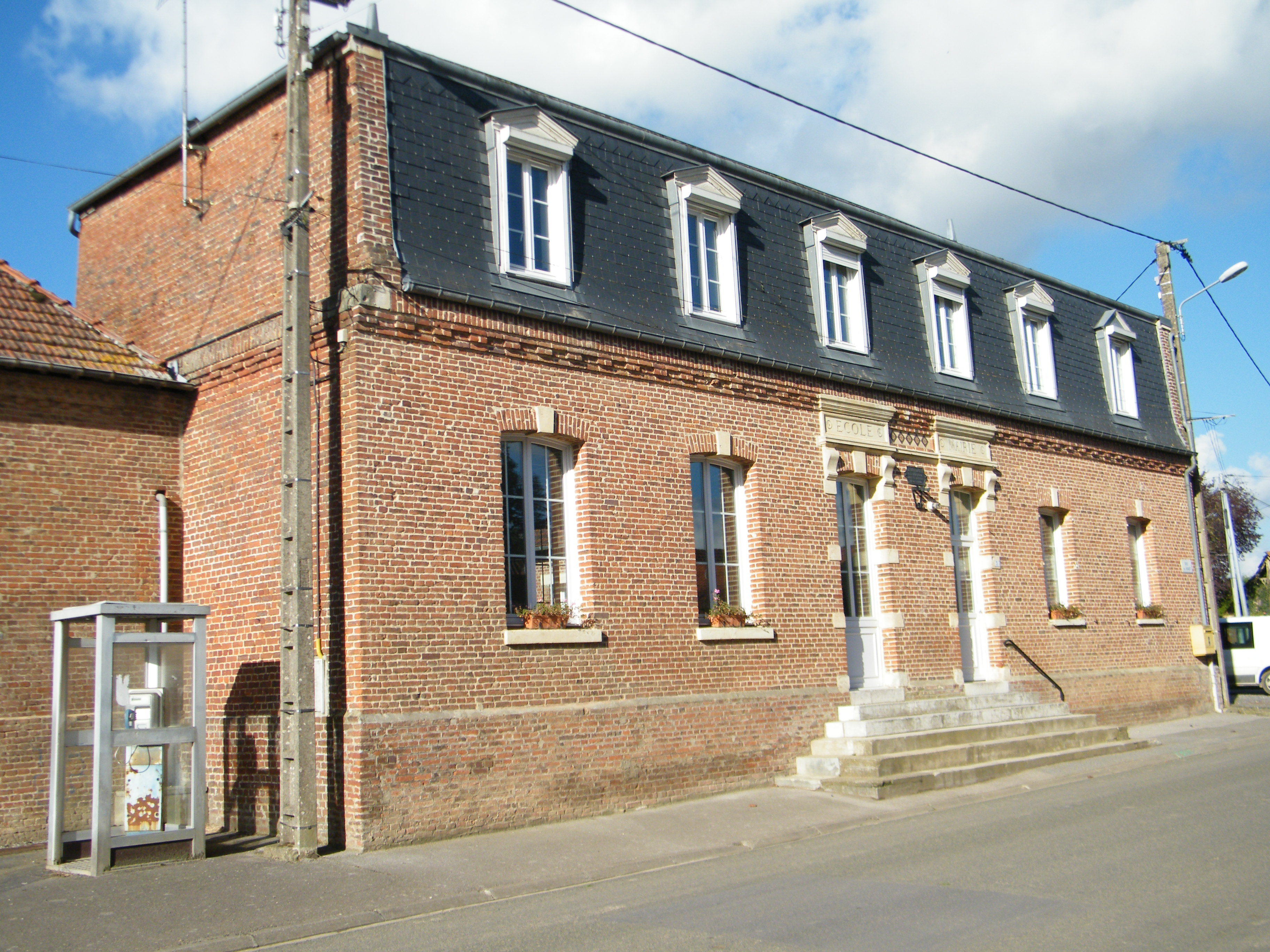
Mairie-école.
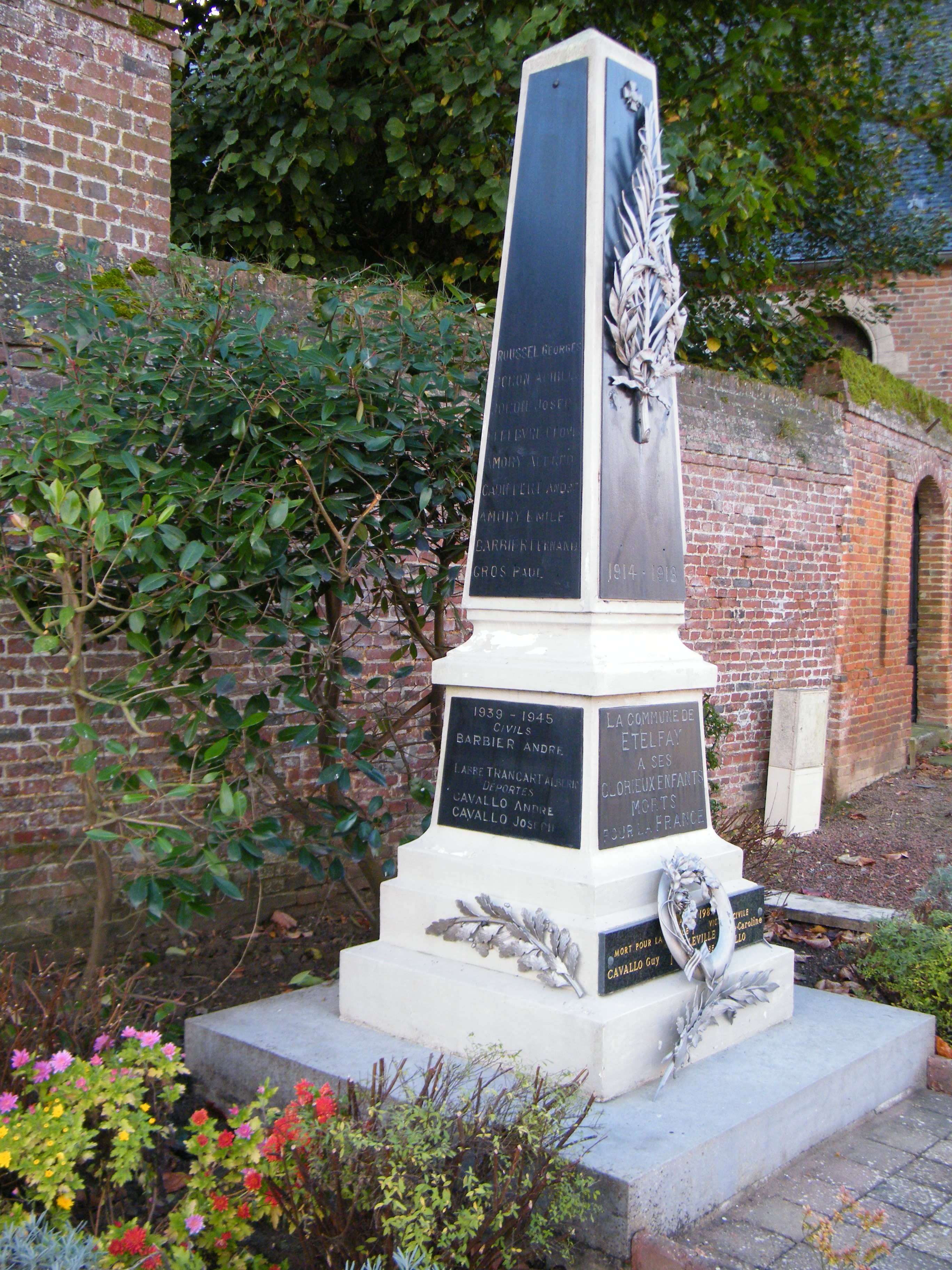
Monument.
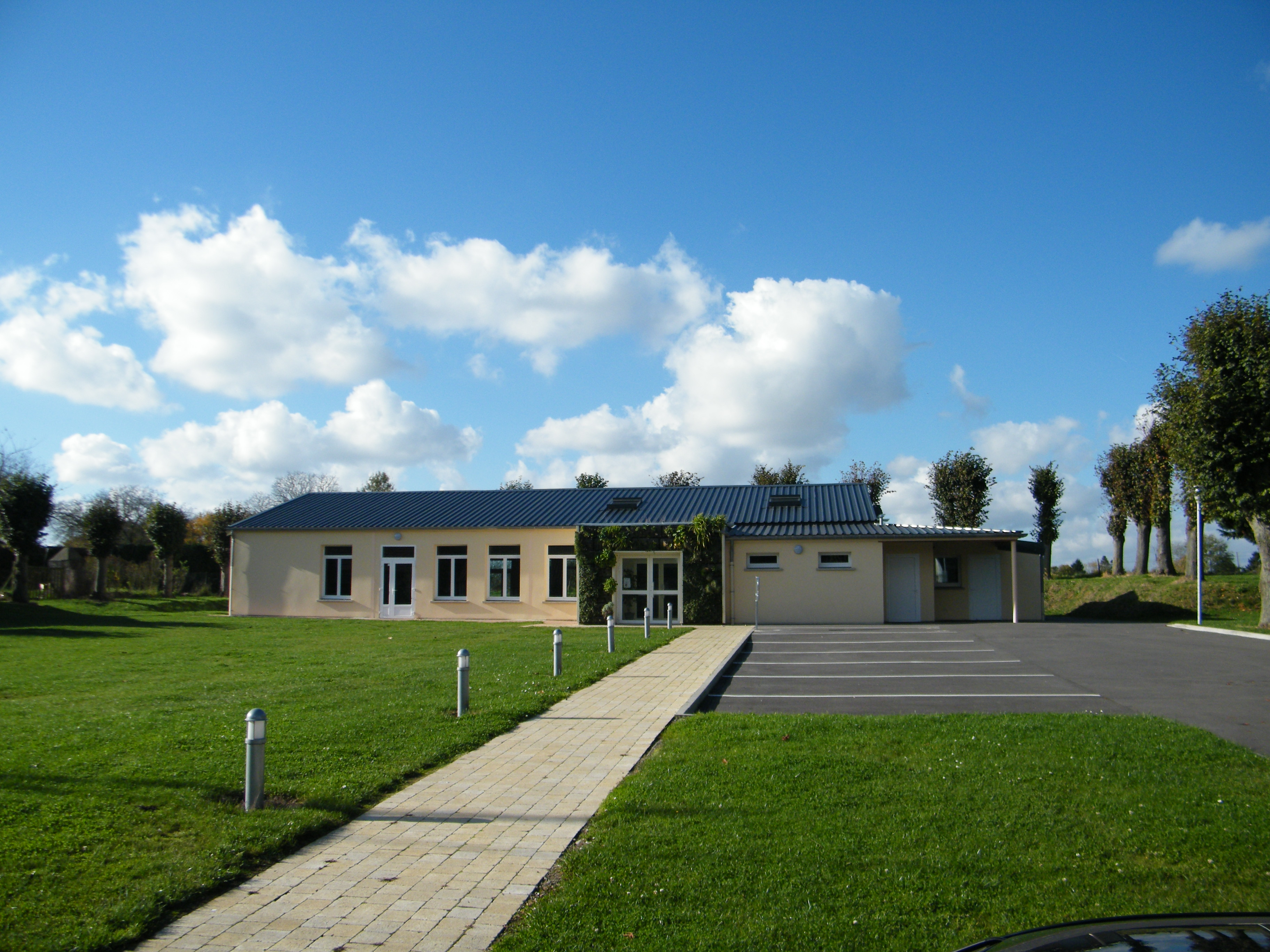
Salle communale.
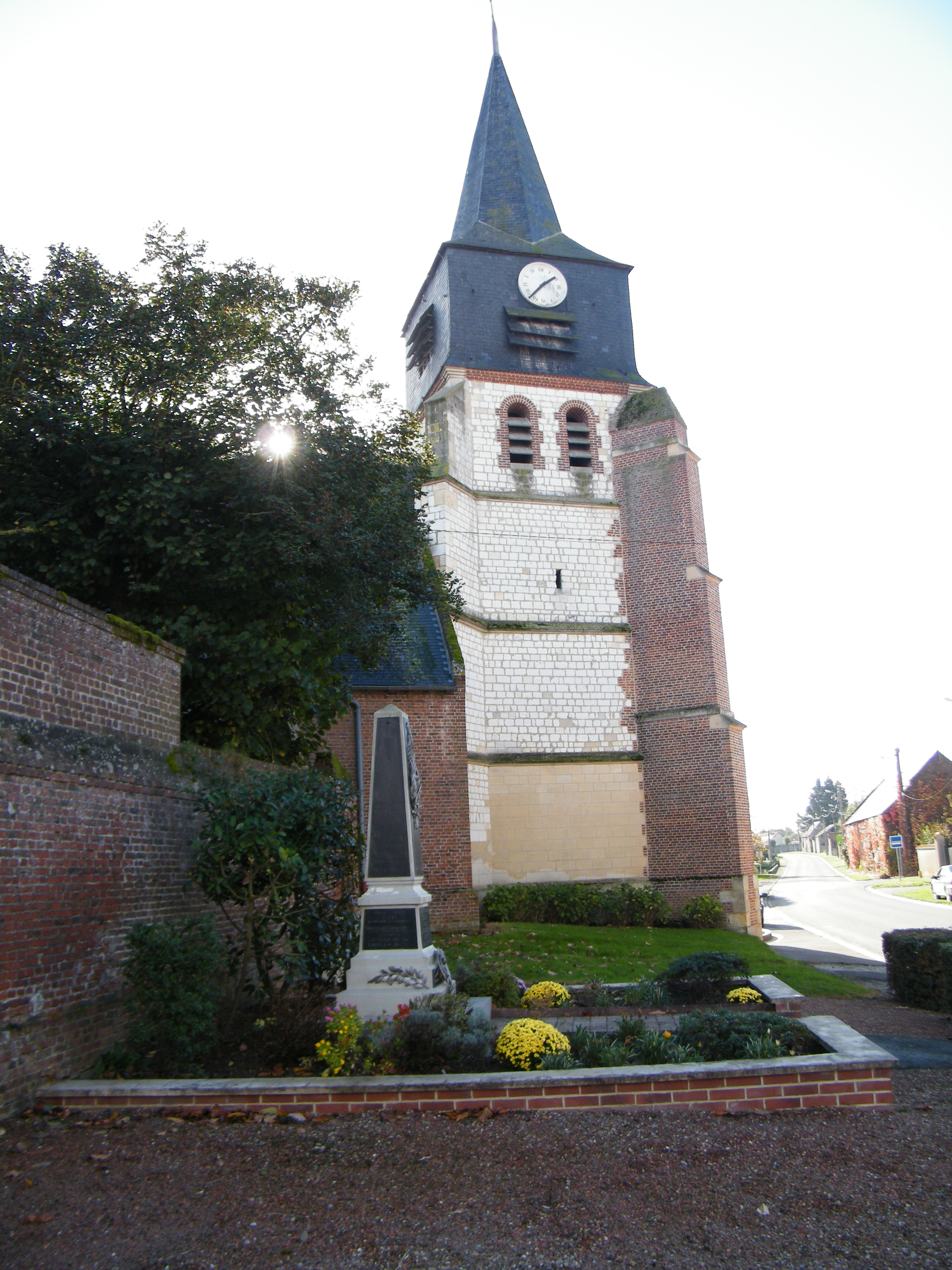
Autre vue de Saint-Martin.

### Héraldique
| Blason de Ételfay | Blason  | D'azur au lion d'or. Ornements extérieursDécorations : Croix de guerre 1914-1918, Croix de guerre 1939-1945.                |
| Blason de Ételfay | Détails | La commune reprend le blason de la famille De Vendeuil, seigneurs du lieu. Le statut officiel du blason reste à déterminer. |

### Personnalités liées à la commune
- Charles Debierre, né le 31 octobre 1853 à Ételfay (Somme) et mort le 8 mars 1932 à Lille (Nord), homme politique.